# Питоло (Пјаченца)
Питоло је насеље у Италији у округу Пјаченца, региону Емилија-Ромања.
Према процени из 2011. у насељу је живело 800 становника. Насеље се налази на надморској висини од 76 м.